# Улос

улос

Улос (ulos) — длинный и широкий шарф из домотканой ткани у индонезийской народности  батаков, атрибут праздничной одежды . Перебрасывается через плечо и свисает спереди, почти касаясь ног. Носит сакральный характер, является символом благополучия и процветания. 
Считается лучшим подарком женщине на седьмом месяце беременности (улос тонди), молодоженам на свадьбу, при вселении в новый дом и т.п. Им же покрывают тело умершего (улос сапут) .